# モード (ユーザインタフェース)
ユーザインタフェースにおけるモード (英: mode) とは、計算機プログラムや物理的インタフェースの遷移状態のひとつである。これらが複数のモード（状態）を有する場合、ユーザーが同一の入力をしても、モードに応じて出力（結果）が異なる。標準的なキーボードが備えているCapsLockキーや挿入キーは、おそらく最も著名なモーダルインタフェースである。これらのキーを押すとユーザーのキー入力の処理が異なるモードで行われるようになり、もう一度押すと元のモードに戻る（1980年代には、CapsLockキー自身がオンオフのロック状態をプッシュ操作で切り替えるような特殊なキーになっているキーボードもあったが、こんにちでは「キーボードが」そのようなインタフェースを備えているわけではない。Capsキーの処理とそのLEDの制御はコンピュータ本体が実行するOSのキーボードドライバが行っており、挿入キーによって変わるのもコンピュータ本体が実行しているアプリケーションのモードが変わるのであって、キーボード側からは、単にキーが押された・離された、という信号が他のキーと同様に発生されるだけにすぎない）。
モードを有するインタフェースをモーダルなインタフェース、モードを有しないインタフェースをモードレスなインタフェースと呼ぶ。モードレスなインタフェースは、ユーザーがモードに起因する誤り(前述のCapsLockキーの例で言えば、ユーザーは小文字のaを入力する意図で「a」キーを押したのに、CapsLockモードになっていたために大文字の「A」が入力されてしまう、など)を犯さないようにするために採用される。